# 明智忠直
明智 忠直（あけち ただなお、1943年（昭和18年）3月9日 - ）は、日本の政治家。千葉県旭市長（3期）。元旭市議会議員。　

## 来歴
千葉県立旭農業高等学校後、市長に就任するまでの48年間農業を営んだ。
1999年（平成11年）2月、旭市議会議員（旧制）に就任。2003年（平成15年）に再選。2005年（平成17年）7月1日、旧制の旭市は、干潟町、海上町、飯岡町の3町と対等合併し新しい旭市となった。同年12月18日に行われた市議選でも当選。千葉県消防協会副会長、市議会議長などを歴任している。
2009年（平成21年）7月の旭市長選挙に出馬し初当選。7月31日、市長に就任。3期務めた。
2023年11月3日、秋の叙勲で旭日小綬章を受章。

### 2009年旭市長選挙
2009年（平成21年）7月19日執行。前市議の高橋利彦、元市議の藤田昌功ら3候補を抑え、次点と138票差で初当選した。
※当日有権者数：56,160人 最終投票率：63.11%（前回比：pts）
| 候補者名 | 年齢 | 所属党派 | 新旧別 | 得票数   | 得票率 | 推薦・支持 |
| -------- | ---- | -------- | ------ | -------- | ------ | ---------- |
| 明智忠直 | 66   | 無所属   | 新     | 12,807票 | 36.62% |            |
| 加瀬義孝 | 50   | 無所属   | 新     | 12,669票 | 36.22% |            |
| 高橋利彦 | 66   | 無所属   | 新     | 8,830票  | 25.25% |            |
| 藤田昌功 | 72   | 無所属   | 新     | 668票    | 1.91%  |            |

### 2013年旭市長選挙
2013年（平成25年）7月21日執行。神戸市出身の実業家、有田恵子を破り再選。
※当日有権者数：55,805人 最終投票率：53.43%（前回比：-9.68pts）
| 候補者名 | 年齢 | 所属党派 | 新旧別 | 得票数   | 得票率 | 推薦・支持 |
| -------- | ---- | -------- | ------ | -------- | ------ | ---------- |
| 明智忠直 | 70   | 無所属   | 現     | 20,683票 | 71.37% |            |
| 有田恵子 | 60   | 無所属   | 新     | 8,295票  | 28.63% |            |

### 2017年旭市長選挙
2017年（平成29年）7月23日執行。前回選挙に引き続き、有田恵子（元市議）との一騎打ちを制し3選。
※当日有権者数：55,404人 最終投票率：40.65%（前回比：-12.78pts）
| 候補者名 | 年齢 | 所属党派 | 新旧別 | 得票数   | 得票率 | 推薦・支持                     |
| -------- | ---- | -------- | ------ | -------- | ------ | ------------------------------ |
| 明智忠直 | 74   | 無所属   | 現     | 14,502票 | 65.42% | （推薦）自民党・民進党・公明党 |
| 有田恵子 | 64   | 無所属   | 新     | 7,667票  | 34.58% |                                |